# Saser

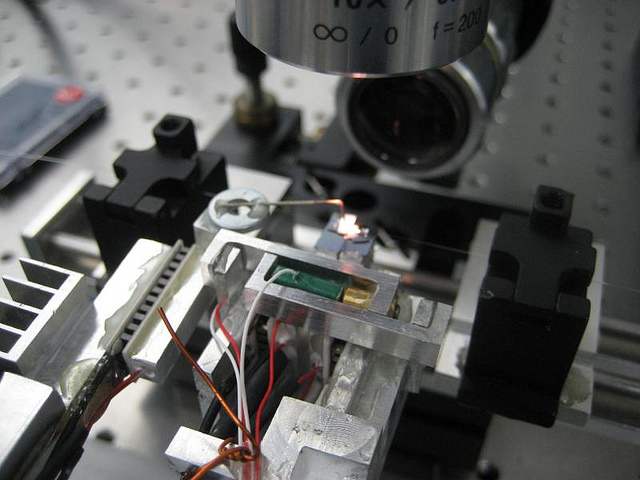
Photographie d'un saser.

Le saser, acronyme de Sound Amplification by Stimulated Emission of Radiation, est au son ce que le laser est à la lumière. Son nom est construit par analogie avec le laser (qui l'est par analogie avec le maser). On l'appelle également « Sound laser », en français « laser sonore ». Ces derniers noms sont moins des descriptions précises que des explications par analogie.
Il s'agit d'émetteur d'ondes sonores cohérentes, c'est-à-dire à une fréquence précise et dont toutes les composantes sont en phases. On peut aussi le voir comme un flux de phonons tous à la même fréquence et en phase — de même que le sont les photons dans le cas d'un laser. Les phonons sont les quasi-particules de son ; une quasi-particule étant une modélisation sous la forme d'une particule d'un phénomène touchant l'environnement de cette quasi-particule.
Autrement dit, le saser ne peut se propager que dans un milieu assurant la propagation du son : le son étant une vibration du milieu, on peut aussi bien le représenter par les vibrations des particules environnantes que par un flux de phonons.
Début 2010, les sasers déjà construits émettent à des fréquences respectives de 400 GHz et de l'ordre du MHz. On est donc très loin des sons humainement audibles.

## Terminologie
Au lieu d'une onde de rayonnement électromagnétique construite par rétroaction (c'est-à-dire un faisceau laser), un SASER émet une onde sonore. Le SASER peut également être appelé laser à phonon, laser acoustique ou laser sonore.

## Utilisations et applications
Les SASER pourraient avoir de nombreuses applications. En plus de faciliter l'étude des ultrasons à fréquence térahertz, la SASER pourrait également être utilisée en optoélectronique (dispositifs électroniques qui détectent et contrôlent la lumière - comme méthode de transmission d'un signal d'une extrémité à l'autre, par exemple, de la fibre optique), comme méthode de modulation et/ou de transmission du signal.
De tels dispositifs pourraient être des instruments de mesure de haute précision et ils pourraient conduire à des sons focalisés à haute énergie.
L'utilisation des SASER pour manipuler les électrons à l'intérieur des semi-conducteurs pourrait théoriquement déboucher sur des processeurs informatiques à fréquence térahertz, beaucoup plus rapides que les puces actuelles.

## Historique
Ce concept peut être plus concevable en l'imaginant par analogie avec la théorie du laser. Theodore Maiman a fait fonctionner le premier LASER le 16 mai 1960 aux Hughes Research Laboratories, à Malibu, en Californie,.
Un dispositif qui fonctionne selon l'idée centrale de la théorie de "l'amplification du son par émission stimulée de rayonnement" est le laser thermoacoustique. Il s'agit d'un tuyau semi-ouvert avec un différentiel de chaleur à travers un matériau poreux spécial inséré dans le tuyau. À l'instar d'un laser à lumière, un SASER thermoacoustique possède une cavité à Q élevé et utilise un milieu de gain pour amplifier les ondes cohérentes. Pour plus d'explications, voir moteur thermique thermoacoustique.
La possibilité d'une action laser des phonons a été proposée dans un large éventail de systèmes physiques tels que la nanomécanique, les semi-conducteurs, les nano-aimants et les ions paramagnétiques dans un réseau,.
Pour développer le SASER, il fallait trouver des matériaux qui stimulent l'émission. La génération de phonons cohérents dans une hétérostructure semi-conductrice à double barrière a été proposée pour la première fois vers 1990.
La transformation de l'énergie potentielle électrique en un mode vibrationnel du réseau est remarquablement facilitée par le confinement électronique dans une structure à double barrière. Sur cette base, les physiciens ont cherché des matériaux dans lesquels l'émission stimulée, plutôt que l'émission spontanée, est le processus de désintégration dominant. Un dispositif a été démontré expérimentalement pour la première fois dans la gamme des gigahertz en 2009.
Annoncés en 2010, deux groupes indépendants ont mis au point deux dispositifs différents qui produisent des phonons cohérents à n'importe quelle fréquence dans la gamme des mégahertz à térahertz.

La structure d'un super-réseau de couches semi-conductrices (AlAs, GaAs). Les ondes acoustiques subissent une amplification

L'un des groupes de l'université de Nottingham était composé de A.J. Kent et de ses collègues R.P. Beardsley, A.V. Akimov, W. Maryam et M. Henini. L'autre groupe du California Institute of Technology (Caltech) était composé d'Ivan S. Grudinin, Hansuek Lee, O. Painter et Kerry J. Vahala. dans un système accordable à deux niveaux.
Le dispositif de l'université de Nottingham fonctionne à environ 440 GHz, tandis que celui de Caltech fonctionne dans la gamme des mégahertz. Selon un membre du groupe de Nottingham, les deux approches sont complémentaires et il devrait être possible d'utiliser l'un ou l'autre dispositif pour créer des phonons cohérents à n'importe quelle fréquence dans la gamme des mégahertz à térahertz. Un résultat significatif découle de la fréquence de fonctionnement de ces dispositifs. Les différences entre les deux dispositifs suggèrent que les SASER pourraient fonctionner sur une large gamme de fréquences.
Les travaux sur le SASER se poursuivent à l'université de Nottingham, à l'Institut Lashkarev de physique des semi-conducteurs de l'Académie nationale des sciences d'Ukraine et à Caltech.
En 2023, des chercheurs utilisant un piège de Paul ont amené deux ions à former un laser à phonons contenant moins de 10 phonons, le plaçant fermement dans le régime quantique, alors que les lasers à phonons précédents avaient au moins 10 000 phonons,.